# 高等教育委员会
高等教育委员会（英語：Higher Learning Commission，简称：HLC），为美国一个地区性高等教育认证机构，其主要职责是对美国中部的高等教育院校进行教育认证。
高等教育委员会负责监督美国十九个州中有学位授予
权的大学和学院，包括阿肯色州、亚利桑那州、科罗拉多州、爱荷华州、伊利诺伊州、印第安纳州、堪萨斯州、密歇根州、明尼苏达州、密苏里州、北达科他州、内布拉斯加州、俄亥俄州、奥克拉荷马州、新墨西哥州、南达科他州、威斯康星州、西弗吉尼亚州、和怀俄明州等十九个州。高等教育委员会的总部位于美国伊利诺伊州芝加哥。
美国教育部（英語：United States Department of Education）和高等教育认证委员会（英語：Council for Higher Education Accreditation）承认高等教育委员会为指定的地区认证机构。高等教育委员会曾隶属于北中协会（英語：North Central Association of Colleges and Schools）。2014年北中央协会解体以后，高等教育委员会成为独立机构。